# Municipio de San Juan Quiotepec
El municipio de San Juan Quiotepec (del náhuatl: Quiotepec ‘Cerro donde crece la flor del maguey’) es uno de los 570 municipios que conforman al estado mexicano de Oaxaca. Pertenece al distrito de Ixtlán, dentro de la Región Sierra de Juárez. Su cabecera es la localidad de San Juan Quiotepec.

## Geografía
El municipio abarca 197.50 km² y se encuentra a una altitud promedio de 1940 m s. n. m., oscilando entre 2800 y 700 m s. n. m.
Colinda al norte con San Pedro Sochiápam, al este con San Felipe Usila, municipio de San Pedro Yólox y Santiago Comaltepec, al sur con San Pablo Macuiltianguis y el municipio de Abejones, y al oeste con San Juan Bautista Atatlahuca y el municipio de San Juan Tepeuxila.

### Fisiografía
El municipio pertenece a la subprovincia de Sierras orientales, dentro de la provincia de la Sierra Madre del Sur. El 91% de su territorio pertenece al sistema de topoformas de la Sierra alta compleja, el 7% al Valle ramificado con lomerío y el 2% restante a la Sierra de cumbres tendidas.

### Hidrografía
San Juan Quiotepec se encuentra en la cuenca del río Papaloapan, perteneciente a la región hidrológica del Papaloapan. El 80% del municipio es parte de la subcuenca del río Quiptepec y el 20% restante a la subcuenca del río Santa Rosa.

## Clima
El clima del municipio es semicálido subhúmedo con lluvias en verano en el 38% de su territorio, templado húmedo con abundantes lluvias en verano en el 48% y semiseco muy cálido en el 14% restante. El rango de temperatura oscila entre 12 y 24 grados celcius y el rango de precipitación es de 600 a 2000 mm.

## Demografía
De acuerdo al último censo, realizado por el INEGI en 2010, en el municipio habitan 2313 personas, repartidas entre 8 localidades. Del total de habitantes del municipio, 1981 dominan alguna lengua indígena.

### Grado de marginación
De acuerdo a los estudios realizados por la Secretaría de Desarrollo Social en 2010, el 55% de la población del municipio vive en condiciones catalogadas de pobreza extrema. El grado de marginación de San Juan Quiotepec es clasificado como Muy Alto. Desde 2014 es parte de la Cruzada nacional contra el hambre.

## Política
El municipio se rige mediante el sistema de usos y costumbres, eligiendo gobernantes cada año de acuerdo a un sistema establecido por las tradiciones de sus antepasados.